# Alexander Patrick Drummond Telfer-Smollett
Alexander Patrick Drummond Telfer-Smollett, britanski general, * 12. avgust 1884, † 9. oktober 1954.